# فگویی، مالی
فگویی (به لاتین: Fégui) یک منطقهٔ مسکونی در مالی است که در استان کایس واقع شده‌است.
 فگویی  ۵٬۴۹۴ نفر جمعیت دارد.